# سیارک ۷۴۴۰
سیارک ۷۴۴۰ (به انگلیسی: 7440 Zavist، نامگذاری:1995EA) هفت هزار و چهارصد و چهلمین سیارک کشف شده‌است که در ۱ مارس ۱۹۹۵ کشف شد.
قدر مطلق سیارک برابر ۱۴٫۱۰ است.